# شیخ تقه
شیخ تقه، روستایی از توابع بخش سریش‌آباد شهرستان قروه در استان کردستان ایران است.
روستا های مجاور این روستا عبارتنداز:
● از جنوب به روستای آونگان (قروه)
● از شمال به روستای چهارگاه (قروه)
● از شرق به شهرِ سریش‌آباد
● از غرب به روستای کمال‌آباد شهابیه
● از شمالِ شرق به روستای شوراب حاجی

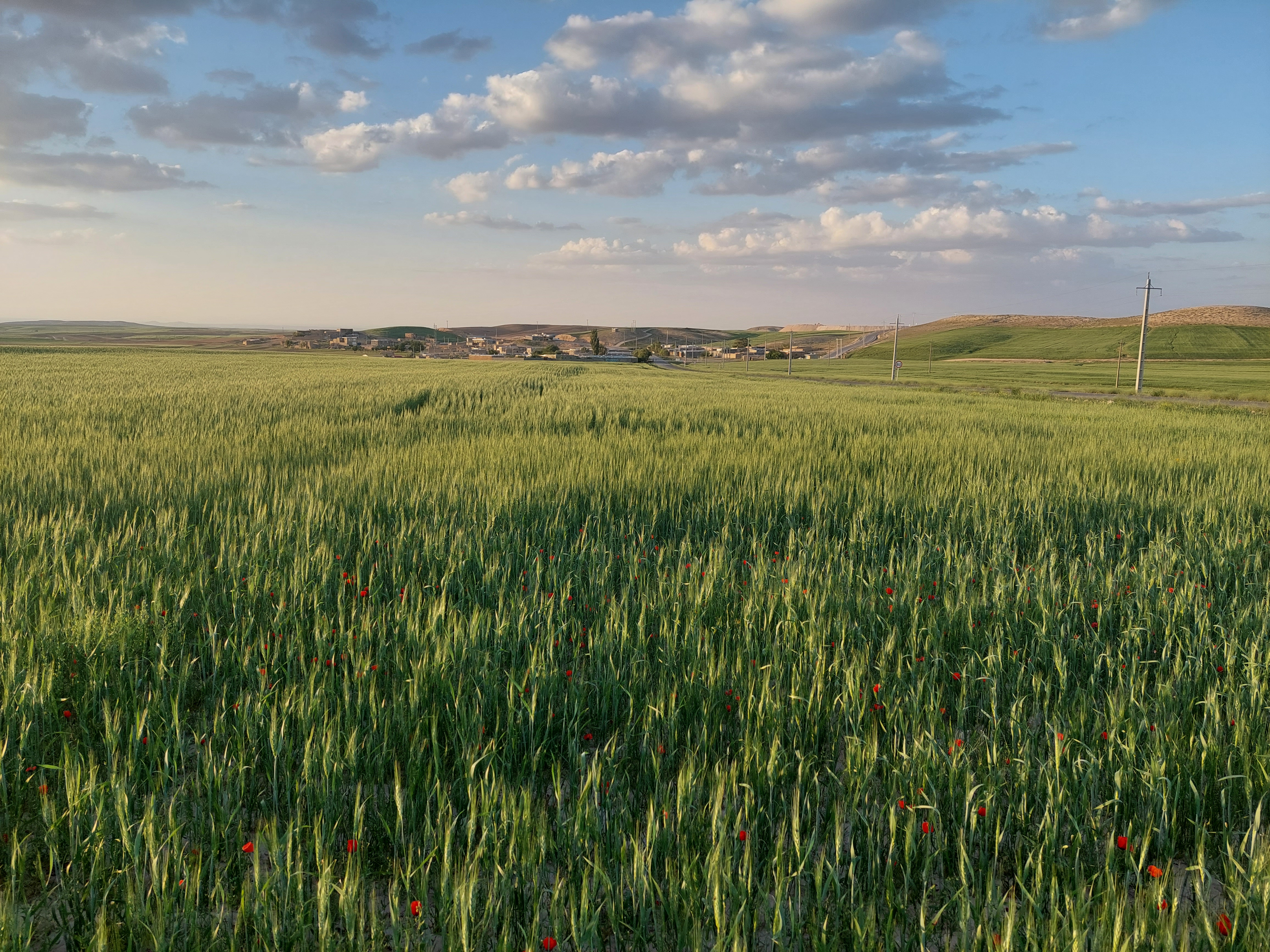

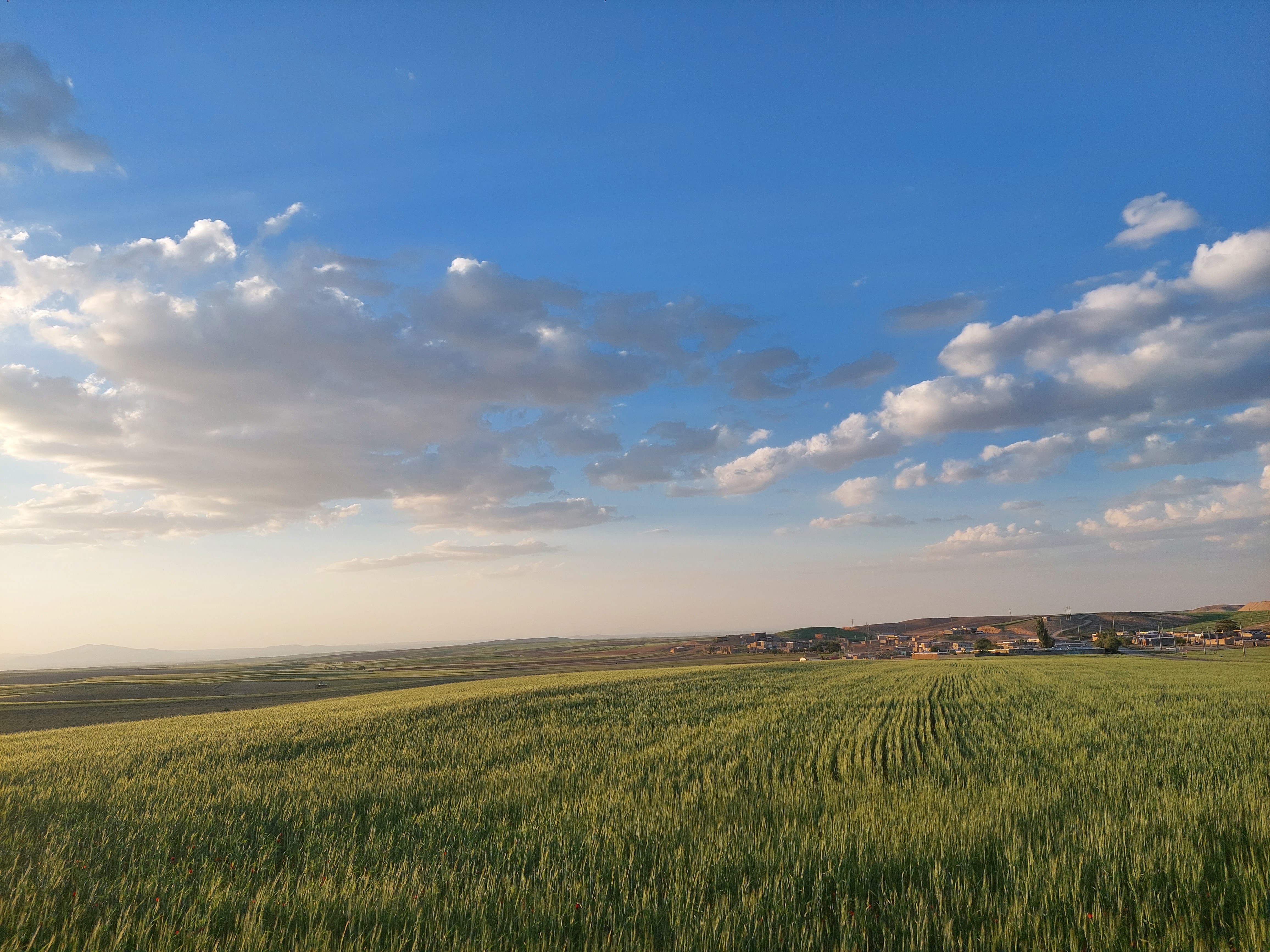

تصاویری از روستای شیخ تقه در فصل بهار

## جمعیت
این روستا در دهستان یالغوزآغاج قرار دارد و براساس سرشماری مرکز آمار ایران در سال ۱۳۹۵، جمعیت آن ۱۴۰ نفر (40خانوار)است.